# چای بیائو
چای بیائو (انگلیسی: Chai Biao؛ زادهٔ ۱۰ اکتبر ۱۹۹۰) بدمینتون‌باز اهل چین است. وی در بازی‌های المپیک تابستانی ۲۰۱۲ و ۲۰۱۶ شرکت کرده‌است.